# Araneus akakensis
Araneus akakensis là một loài nhện trong họ Araneidae.
Loài này thuộc chi Araneus. Araneus akakensis được Embrik Strand miêu tả năm 1906.